# Électre (Crébillon)
Pour les articles homonymes, voir Électre (homonymie).
Électre est une tragédie en cinq actes et en vers de Crébillon père, représentée pour la première fois à la Comédie-Française le 14 décembre 1708.
Dans la préface d’Électre, Crébillon se flatte de n’avoir rien emprunté à la pièce éponyme de Sophocle. De fait, en faisant aimer, non seulement Itys, fils d’Égisthe, par Électre, mais aussi Iphianasse, fille de ce même Égisthe par son frère Oreste, en sorte que la sœur et le frère veulent tous deux tuer le père de la personne qu’ils aiment et mènent de front, jusqu’au bout, le soin de leur vengeance et celui de leur amour, Crébillon a ajouté à la mythologie une quantité de complications romanesques que les contemporains appelèrent plaisamment une « partie carrée ». Le sujet offrait à l’auteur une scène de reconnaissance entre Oreste et Électre, qui est la meilleure scène de l’ouvrage.

## Personnages
- Clytemnestre, veuve d’Agamemnon, et femme d’Égisthe.
- Oreste, fils d’Agamemnon et de Clytemnestre, roi de Mycènes, élevé sous le nom de Tydée.
- Électre, sœur d’Oreste.
- Égisthe, fils de Thyeste, et meurtrier d’Agamemnon.
- Itys, fils d’Égisthe, mais d’une autre mère que Clytemnestre.
- Iphianasse, sœur d’Itys.
- Palamède, gouverneur d’Oreste.
- Arcas, ancien officier d’Agamemnon.
- Anténor, confident d’Oreste.
- Mélite, confidente d’Iphianasse.
- Gardes.

## Argument

### Premier acte
Agamemnon a été assassiné par Égisthe qui n’a laissé à Électre, la fille de sa victime, que l’alternative entre mourir ou épouser Itys. Électre, dans un monologue à la Nuit, avoue qu’elle aime Itys lorsque Arcas, un ancien serviteur de la famille d’Agamemnon, vient lui apprendre que ses amis ne veulent rien entreprendre de leurs projets de vengeance contre Égisthe avant le retour d’Oreste, que depuis longtemps on leur fait attendre en vain. Ce qui achève de les décourager, c’est l’arrivée, la veille, dans Mycènes, d’un guerrier fameux qui a vaillamment défendu Égisthe dans Épidaure contre les rois de Corinthe et d’Athènes, et triomphé de tous les deux. Ce sauveur et l’appui d’Égisthe, de son fils Itys, de sa fille Iphianasse a glacé tous les cœurs des partisans de la race des Atrides. Électre trouve fort mauvais qu’Itys, trop sûr de lui déplaire, ose venir en des lieux où elle est, mais il s’en excuse en l’assurant qu’il est guidé par sa triste inquiétude qui lui fait chercher la solitude ; son amour tourne ses pas vers elle. Clytemnestre arrive effrayée et demande qu’on l’envoie chercher Égisthe avec qui elle veut avoir un entretien secret. En l’attendant, Clytemnestre, restée avec sa fille, lui reproche la résistance qu’elle oppose à un hymen qui peut la faire un jour remonter sur le trône et la menace de toute la colère d’Égisthe. À l’arrivée de ce dernier, Clytemnestre raconte un songe qu’elle a fait et qui met en alarme tout le palais, mais aussi son amour pour ce guerrier son défenseur qui a sauvé tout le monde, et dont personne ne sait encore le nom.

### Deuxième acte
Après qu’Électre a parlé de son amour pour Itys, et Itys de son amour pour Électre, et Iphianasse de son amour pour l’inconnu qui n’a pas encore de nom, cet inconnu ouvre le second acte sous celui de Tydée. Il parle à son tour de son amour pour Iphianasse, après avoir fait le récit du naufrage qui l’a jeté dans Épidaure au moment où les rois de Corinthe et d’Athènes y assiégeaient Égisthe. Ce Tydée est jusqu’ici le fils de Palamède et l’ami d’Oreste ; il les a vus ou du moins il a cru les voir périr tous deux avec le vaisseau qui les portait, et lui seul s’est sauvé avec le secours d’Itis. La nuit suivante, Épidaure fut attaquée, et Tydée, reconnaissant des soins du frère, et touché des attraits de la sœur, a défendu ceux qu’il avait dessein de combattre ; car Palamède, Oreste et lui voguaient vers Argos pour venger Agamemnon et détrôner Égisthe, lorsque la tempête a brisé leur vaisseau. Anténor, confident de Tydée, lui reproche de s’être armé pour un tyran. À peine Tydée a-t-il fini de se défendre, qu’Iphianasse se présente, affectant de paraître chercher son père alors qu’elle cherche l’inconnu pour savoir s’il aime ailleurs. Tydée fait sa déclaration. Égisthe arrive alors qui lui offre, pour prix de ses services, la main d’Iphianasse ; mais il y met pour condition la tête d’Oreste. Tydée, ami d’Oreste, témoigne toute son horreur du coup qu’on exige de lui, mais en même temps il apprend à Égisthe qu’il n’y a plus rien à craindre d’Oreste qui a péri dans les flots. Transporté de joie, Égisthe, désireux de s’attacher un héros qui peut lui être utile, persiste dans ses offres. Quoiqu’il n’y ait plus de prétexte au moins apparent aux refus de l’étranger, il lui laisse du temps pour y penser, et court chez la reine lui annoncer l’heureuse nouvelle de la mort d’Oreste.

### Troisième acte
Électre a fait demander un entretien à cet étranger Tydée, ami et défenseur d’Égisthe, et qui doit devenir son gendre. Celui-ci ne sait pas même comment il osera lui avouer qu’il est fils de Palamède. Lors de l’entretien d’Électre et de Tydée, celle-ci s’avance en gémissant. Voyant une esclave en pleurs, Tydée s’approche comme touché de pitié pour elle et s’informe le la cause de ses malheurs. Les regrets qu’elle fait entendre sur la mort d’Oreste la font reconnaître comme sa sœur. Elle-même ne sait pas à qui elle parle ; elle soupçonne cependant que c’est l’étranger sans nom, et paraît surprise de l’intérêt qu’il lui marque. Il se découvre alors et avoue qu’il est fils de Palamède. Électre fait alors des reproches à Tydée sur son alliance avec un tyran, sur sa conduite si indigne de son nom. Ce dernier invoque son amour comme défense ; il promet tout à Électre, pourvu que sa haine épargne Iphianasse. Électre sort très contente, mais Iphianasse qui venait, pleine de confiance, trouver l’époux que son père lui destine, l’a trouvé avec Électre, et en témoigne sa jalousie. Tydée, à qui elle reproche d’être plus occupé des douleurs d’Électre que du bonheur qu’il doit attendre d’elle, lui répond nettement qu’un barbare devoir lui défend un si charmant espoir, quitte à regretter, resté seul, de donner de la jalousie à Iphianasse. Palamède arrive qui vient pour venger la famille d’Agamemnon, pour délivrer Électre, pour venger Oreste, pour punir Égisthe, et rappelle à tous avec force à ce qui doit les occuper. Apprenant que le défenseur d’Égisthe n’est autre que Tydée, Palamède fait d’amers reproches à son disciple Tydée qui lui avoue son amour pour Iphianasse la fille d’Égisthe. Palamède ne parle de rien moins que de sacrifier celle-ci et de verser son sang avant celui du tyran. Comme Tydée ne veut toujours rien entendre (Eh ! que m’importe à moi le sang d’Agamemnon ?), Palamède avoue alors à Tydée qu’il est en réalité Oreste et il lui apprend de tout ce qu’il a fait pour lui : pour mieux le dérober aux ennemis qui le poursuivaient, il l’a élevé sous le nom, Tydée, celui de son propre fils, à la cour de Tyrrhène, roi de Samos, et a fait prendre au véritable Tydée le nom d’Oreste, malgré tous les périls où ce nom pouvait l’exposer. Le voyage que Palamède a entrepris pour les intérêts d’Oreste a été la cause de la mort de son fils, vrai Tydée. Sous le coup de cette révélation soudaine, la voix du sang parle enfin en Oreste, qui embrasse alors les vues de son tuteur et se déclare prêt à accomplir tous ses projets de vengeance. Maintenant qu’il connait son identité réelle, il ne s’agit plus d’épouser Iphianasse, mais de tuer son père.

### Quatrième acte
Bien que Palamède ait défendu à Oreste de se découvrir à sa sœur, dont on a lieu de craindre les transports indiscrets, celle-ci a néanmoins vu des offrandes religieuses sur le tombeau d’Agamemnon, et cette vue a fait renaître ses espérances. Oreste se presente à elle sous le nom de Tydée pour lui annoncer l’arrivée de Palamède, que l’on avait cru mort. Lorsque Électre demande des nouvelles de son frère Oreste, également cru mort, celui-ci ne résiste plus et lui avoue qu’il est Oreste de sorte que lorsque Palamède survient, il trouve le frère et la sœur dans les bras l’un de l’autre. Palamède projette d’attaquer Égisthe au milieu de la cérémonie du mariage d’Électre avec Itys, comptant y trouver moins d’obstacles et de danger que dans le palais, où le tyran est entouré d’une garde nombreuse. Ne sachant rien de l’amour d’Électre pour Itys, il lui propose de l’entrainer aux autels où il doit périr avec son père. Lorsque Électre tente de le défendre, Palamède, qui a déjà eu à vaincre les réticences d’Oreste, se désole maintenant de celles d’Électre (Est-ce ainsi que vous vengez un père? L’un tremble pour la sœur, et l’autre pour le frère.) qui finit par se rendre aux raisons de Palamède : Percez le cœur d’Itys, mais respectez le mien.

### Cinquième acte
Lorsque Itys vient chercher Électre pour la mener aux autels, celle-ci ne peut se résoudre à suivre Itys aux autels, où elle sait que la mort l’attend. Itys prend pour le refus le plus cruel ce qui n’est en effet que la plus forte preuve d’amour. Électre ne répond à toutes les lamentations amoureuses d’Itys, pendant qu’on égorge son père, que par ce vers : « Ah! plus tu m’attendris, moins notre hymen s’avance… » lorsque Iphianasse vient l’avertir qu’on assassine Égisthe. Oreste reparaît : il est victorieux; Égisthe est mort. Palamède a précipité l’attaque, parce qu’il a su que le tyran avait des soupçons : Itys a voulu défendre son père, mais Oreste l’a désarmé. À Iphianasse, tout étonnée de voir Oreste dans l’inconnu qu’elle aimait, il apprend qui il est réellement et que son père avait tué le sien. Iphianasse sortie, Oreste remarque voit la tristesse sur le front de Palamède, qui finit par lui avouer qu’il a également tué sa mère involontairement alors qu’elle tentait de s’interposer entre lui et Égisthe. Lorsqu’on amène Clytemnestre expirante, celle-ci accable Oreste de ses imprécations. Accablé par l’horreur du forfait qu’il a commis, Oreste veut se tuer mais Palamède l’en empêche en le désarmant, lorsqu’il voit le chemin de l’enfer s’ouvrir devant lui. Oreste s’y engage avec soulagement (« Cachons-nous dans l’horreur de l’éternelle nuit. ») lorsqu’il entend Égisthe, l’appelant, se présenter à lui tenant dans ses mains la tête de sa mère. En vain Oreste implore-t-il l’ombre d’Agamemnon de venir le défendre, mais il est écrit que les tourments qu’il lui faut éprouver doivent être infinis car il aperçoit également sa mère dans les bras de ce dernier : « les plus criminels seraient-ils plus punis ? ».

## Source
- La Harpe, Cours de littérature ancienne et moderne, Paris, F. Didot frères, 1840, 323-35.